# Црквена хералдика
Црквена хералдика је хералдичка традиција коју је развио хришћански клер. Првобитно се користила само за обележавање докумената али се црквена хералдика временом развијала и постала средство за распознавање свештенства и епархија. Најбоље је уређена у оквиру Католичке цркве, где већина бискупа, укључујући и папу, имају свој грб. Исти обичај су следили и клер англиканске, лутеранске, источне католичке и православне цркве.
Црквена хералдика се битно разликује од остале хералдике која је у употреби по специфичним симболима око унутрашњег штита који означавају ранг. Најзначајнији од ових симбола је мисионарски шешир, римски галеро. Боја и орнаменти на овом шеширу носе одређено значење. Кардинали су већ од раније познати по свом „црвеном шеширу“ али и други рангови су добили сваки своју боју.
Остали симболи подразумевају крст и митру. Православна традиција преферира употребу плашта у односу на галеро. Мото и одређени облици штита су доста честа појава у црквеној хералдици, док су држачи штита и челенка као елементи грба доста ретки у црквеној хералдици. Папски грбови имају и неке своје специфичности, првенствено симболе папска тијара, кључеви светога Петра и кишобран.

## Историја
У средњовековној Европи се хералдика доста употребљавала. Грбови властеле налазили су се и на печатима који су се користили и за оверу докумената.
И црква је документа оверавала печатима и стављала их на цркве, који су углавном били овалног облика како би се разликовали од световних печата који су били округлог облика. Тако и када је хералдика у питању, црква је развијала посебан систем за своје потребе и употребу.

## Грб

### Плашт
Плашт је првобитно представљао кратко платно повезано са кацигом, које је падало на рамена, највероватније да би заштитило од Сунца.
Хералдички плашт је сличан мантији. Може се наћи и на грбу Великог мајстора Малтешких витезова.

### Мото
Католички бискупи и Презветеријанска црква стављају мото у своје грбове, док је то код англиканских бискупа доста ретко.

## Галерија
- Печат из 12. века архиепископа Стефана од Упсале.
- Coat of arms of Francis de Sales, bishop of Geneva displayed on an oval shield with both mitre and galero above, and motto below
- Franz Christoph von Hutten's coat of arms from the 18th century with mitre, staff, and sword
- Pope Leo XI's coat of arms